# Handball-Oberliga Sachsen 1995/96
Die Handball-Oberliga Sachsen 1995/96 wurde unter dem Dach des Handball-Verbandes Sachsen (HVS) organisiert und war die höchste Spielklasse des Landesverbandes Sachsen. Die Oberliga Sachsen war nach der Bundesliga, der 2. Bundesliga und der Handball-Regionalliga eine der vierthöchsten Spielklassen im deutschen Handball.

## Saisonverlauf
Die Oberliga Sachsen 1995/96 war die fünfte Ausspielung der Handball-Oberligasaison. Meister wurde der 1. SV Concordia Delitzsch, der sich damit auch für die Regionalliga Süd 1996/97 qualifizierte.

### Modus
Es wurde eine Hin- und Rückrunde gespielt. Nach Abschluss der daraus resultierenden 26 Spieltage stieg der Sachsenmeister in die Regionalliga Süd auf, während die letzten drei Mannschaften in die Verbandsligen absteigen mussten. Der Modus war für Männer und Frauen gleich. 

## Teilnehmer und Platzierungen
Nicht mehr dabei waren Auf- und Absteiger der Vorsaison. Neu hinzu kamen die Absteiger (A) aus der Regionalliga Süd und die Aufsteiger (N) aus der Verbandsligen. 

### Männer
 1. 1. SV Concordia Delitzsch
- 2. HC Einheit Plauen
- 3. ESV Lok Hoyerswerda
- 4. SV Lok Leipzig-Mitte
- 5. EHV Aue II
- 6. TuS SMB Chemnitz
- 7. OSC Löbau (A)
- 8. SV 04 Plauen-Oberlosa
- 9. Zwönitzer HSV 1928
- 10. ESV Lokomotive Dresden (N)
- 11. HSV Glauchau

 12. ISG Hagenwerder

 13. SG MoGoNo Leipzig

 14. Chemnitzer PSV (N)

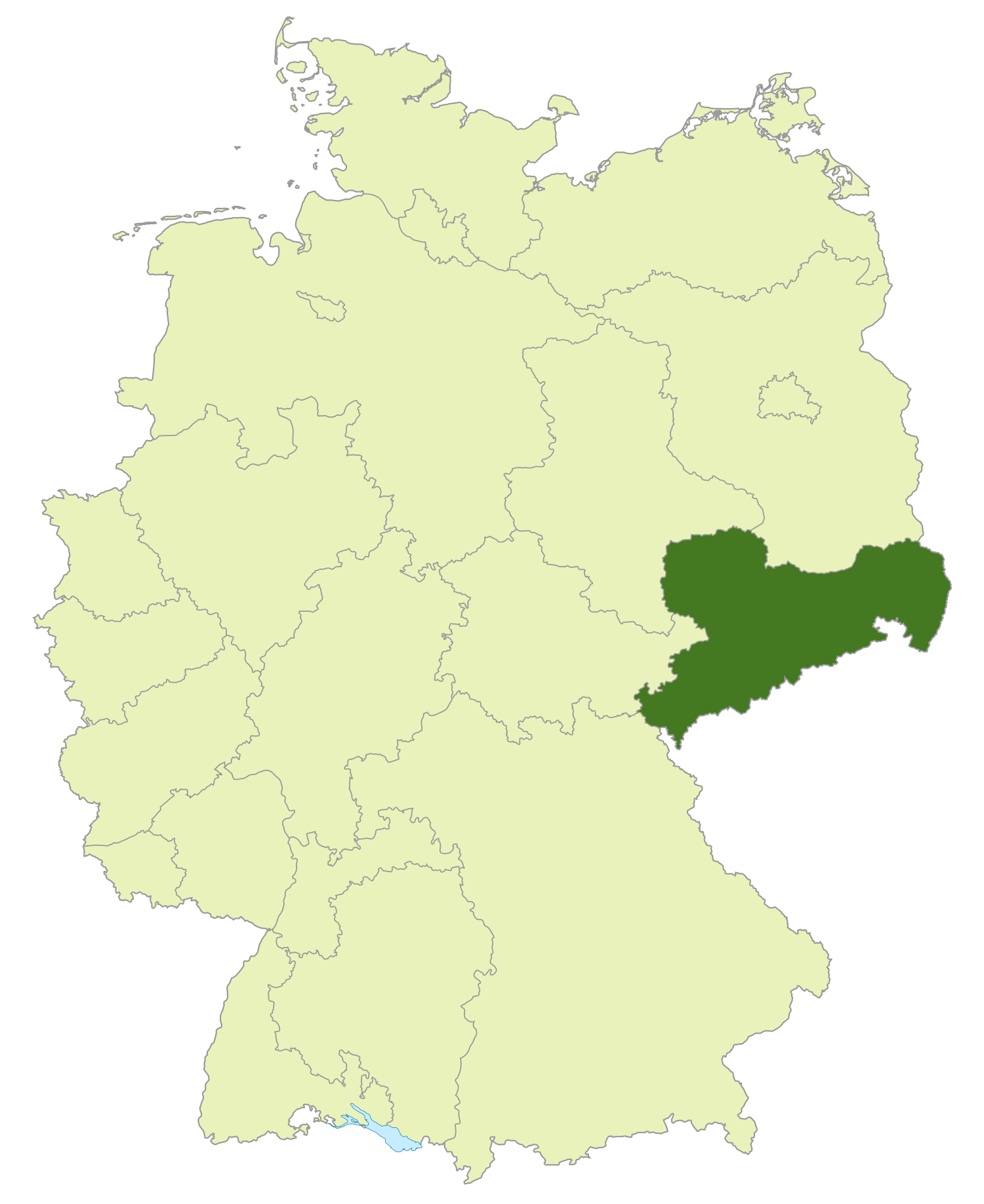
Bereich „Handball-Verband Sachsen“ (grün)

(A) = Absteiger aus der Regionalliga Süd (N) = neu in der Liga

 Sachsenmeister und Aufsteiger zur Regionalliga Süd 1996/97
- Für die Oberliga  1996/97 qualifiziert